# Альстрём, Томас
Томас Альстрём (швед. Thomas Ahlström; род. 17 июля 1952, Швеция) — бывший шведский футболист, защитник известный по выступлениям за клубы «Эльфсборг» и сборную Швеции. Участник чемпионата мира 1974 года.

## Клубная карьера
Альстрём начал карьеру в клубе «Эльфсборг». В 1970 году он дебютировал за основной состав в Алсвенскан лиге. 27 сентября 1978 года в матче Кубка УЕФА против французского «Страсбура» он забил гол. В 1979 году Альстрём подписал контракт с греческим «Олимпиакосом». В том же году он дебютировал в греческой Суперлиге. В составе клуба Томас трижды стал чемпионом страны и завоевал Кубка Швеции. В 1982 году Альстрём вернулся в «Эльфсборг». В 1983 году игрок забил 16 мячей и стал лучшим бомбардиром чемпионата. В 1984 году Томас принял решение о завершении карьеры.

## Международная карьера
11 ноября 1973 года в отборочном матче чемпионата мира 1974 против сборной Мальты Альстрём дебютировал за сборную Швеции. 20 февраля 1982 года в товарищеском матче против сборной Финляндии он сделал «дубль», забив свои первые голы за национальную команду.
В 1974 году Альстрём принял участие в чемпионате мира в Германии. На турнире он был запасным и на поле не вышел.

### Голы за сборную Швеции
| #  | Дата            | Место                           | Противник | Результат | Счёт | Соревнование                       |
| -- | --------------- | ------------------------------- | --------- | --------- | ---- | ---------------------------------- |
| 1. | 20 февраля 1982 | Стадион Лахти, Лахти, Финляндия | Финляндия | 0:1       | 2:2  | Товарищеский матч                  |
| 2. | 20 февраля 1982 | Стадион Лахти, Лахти, Финляндия | Финляндия | 1:2       | 2:2  | Чемпионат Европы 1988 квалификация |

## Достижения
Клубные
 «Олимпиакос»
- Победитель греческой Суперлиги (3): 1979/1980, 1980/1981, 1981/1982
- Обладатель Кубка Греции (1): 1980/81

Индивидуальные
- Лучший бомбардир Аллсвенскан лиги (16 мячей) — 1983